# La Garita, Puebla
La Garita är en ort i Mexiko.   Den ligger i kommunen Hueytamalco och delstaten Puebla, i den sydöstra delen av landet, 200 km öster om huvudstaden Mexico City. La Garita ligger 690 meter över havet och antalet invånare är 246.
Terrängen runt La Garita är bergig. Runt La Garita är det ganska tätbefolkat, med 248 invånare per kvadratkilometer. Närmaste större samhälle är Teziutlan, 16,5 km söder om La Garita. I omgivningarna runt La Garita växer huvudsakligen savannskog.